# 아마존 뮤직
아마존 뮤직(Amazon Music)은 아마존이 운영하는 음악 스트리밍 플랫폼이자 온라인 음악 스토어이다. 2007년 9월 25일 공개 베타 버전으로 출시되었으며, 2008년 1월 4대 음악 레이블(EMI, 유니버설, 워너, 소니 BMG)의 디지털 저작권 관리(DRM)가 없는 음악을 판매하는 최초의 음반 가게가 되었다. 모든 트랙은 원래 고객별 워터마크나 DRM 없이 256 킬로비트/초 가변 비트레이트 MP3 포맷으로 판매되었다. 음반사와의 라이선스 계약으로 음반 판매 국가를 제한하고 있다.
미국에 이어 2008년 12월 3일 영국에서 아마존 MP3가, 2009년 4월 1일 독일에서, 그리고 2009년 6월 10일 프랑스에서 출시되었다. 독일판은 2009년 12월 3일부터 오스트리아와 스위스에서 판매되고 있다. 아마존 MP3 스토어는 2010년 11월 10일 일본에서 런칭되었다. 2012년 10월 4일 스페인어와 이탈리아어판이 출시되었다. 멕시코에서 2018년 11월 7일에 발표되었다.
2019년 9월 17일 아마존 뮤직은 아마존 뮤직 HD의 론칭을 발표했는데, 아마존 뮤직 HD는 5천만 곡 이상의 고화질(16비트/44.1kHz)과 수백만 곡의 초고화질(24비트)/44(kHz), 24/48, 24/96, 24/192), 그리고 이용 가능한 최고 품질의 스트리밍 오디오이다. 아마존은 이제 오디오 애호가들을 위해 손실 없는 음악을 제공하는 Tilder와 Qobuz 중 하나이다. HD 스트리밍 서비스는 이후 2021년 5월 17일 모든 무제한 고객이 무료로 이용할 수 있게 되었다.
2020년 1월 기준으로 아마존 뮤직은 5천 5백만 명의 구독자를 보유하고 있다.

## 카탈로그 가용성
출시 당시 아마존은 미국에 위치한 고객들에게만 "EMI 뮤직과 유니버설 뮤직 그룹을 포함한 18만 명 이상의 아티스트와 20,000개 이상의 레이블에서 나온 200만 곡 이상의 노래"를 제공했다.  I2007년 12월 워너 뮤직은 아마존 MP3에 대한 카탈로그를 제공할 것이라고 발표했고, 2008년 1월 소니 BMG가 그 뒤를 따랐다. 현재 카탈로그는 2,910만 곡이다.

아마존 뮤직의 전 세계 이용 가능 서비스. 노란색은 아마존 뮤직 한정판, 빨간색은 아마존 뮤직 프라임, 주황색은 아마존 뮤직 프라임과 아마존 뮤직 한정판이다.

2008년 1월, 아마존은 아마존 MP3를 "국제적으로" 출시할 계획을 발표했다. 아마존은 이용자의 신용카드 발급 국가를 확인해 국제 접속을 제한한다. 첫 번째 국제 버전은 2008년 12월 3일 영국에서 출시되었다. 독일어, 오스트리아어, 프랑스어, 일본어, 이탈리아어, 스페인어, 캐나다어, 인도어 버전이 그 뒤를 이었다.

### 아마존 뮤직 계층
디지털 구매 외에도 아마존 뮤직은 스트리밍 음악도 제공한다.
한정 음악 카탈로그를 무제한 스트리밍하는 서비스인 뮤직 프라임은 2014년 중반부터 여러 국가에서 아마존 프라임 가입자들에게 추가 비용 없이 이용할 수 있었다.
뮤직 언리미티드(Music Unlimited)는 2016년 말부터 풀카탈로그 스트리밍 서비스를 추가 계층 또는 독립 가입으로 이용할 수 있다. 인도에서는 아마존 프라임 뮤직으로 알려진 아마존 뮤직의 한 계층만 이용할 수 있으며, 기존 프라임 멤버 모두에게 추가 비용 없이 제공되며 팟캐스트를 포함한 전체 카탈로그에 액세스할 수 있다.

### 국가별 가용성
아마존 뮤직 서비스의 이용 가능 여부는 다음과 같다.
| 나라 | 아마존 뮤직 (광고 포함 무료) | 아마존 뮤직 프라임          | 아마존 뮤직 언리미티드 | 디지털 뮤직 스토어 | 음악 도서관 서비스 | AutoRip |
| --- | ---------------------------- | --------------------------- | ---------------------- | ------------------ | ------------------ | ------- |
| 미국 | Streaming (Limited plays)    | Streaming (Limited catalog) | Streaming              | Buy/Download       | 예                 | 예      |
| 영국 | Streaming (Limited plays)    | Streaming (Limited catalog) | Streaming              | Buy/Download       | 예                 | 예      |
| 프랑스 | Streaming (Limited plays)    | Streaming (Limited catalog) | Streaming              | Buy/Download       | 예                 | 예      |
| 독일.오스트리아 | Streaming (Limited plays)    | Streaming (Limited catalog) | Streaming              | Buy/Download       | 예                 | 예      |
| 이탈리아 | Streaming (Limited plays)    | Streaming (Limited catalog) | Streaming              | Buy/Download       | 예                 | 예      |
| 스페인 | Streaming (Limited plays)    | Streaming (Limited catalog) | Streaming              | Buy/Download       | 예                 | 예      |
| 스위스 | 아니요                       | 아니요                      | 아니요                 | Buy/Download       | 예                 | 예      |
| 일본 | Streaming (Limited plays)    | Streaming (Limited catalog) | Streaming              | Buy/Download       | 아니요             | 아니요  |
| 캐나다 | Streaming (Limited plays)    | Streaming (Limited catalog) | Streaming              | 아니요             | 아니요             | 아니요  |
| 호주 | Streaming (Limited plays)    | Streaming (Limited catalog) | Streaming              | 아니요             | 아니요             | 아니요  |
| 멕시코 | Streaming (Limited plays)    | Streaming (Limited catalog) | Streaming              | 아니요             | 아니요             | 아니요  |
| 브라질 | Streaming (Limited plays)    | Streaming (Limited catalog) | Streaming              | 아니요             | 아니요             | 아니요  |
| 뉴질랜드 | 아니요                       | 아니요                      | Streaming              | 아니요             | 아니요             | 아니요  |
| 아르헨티나, 볼리비아, 칠레, 콜롬비아, 코스타리카, 도미니카 공화국, 에콰도르, 엘살바도르, 과테말라, 온두라스, 니카라과, 파나마, 파라과이, 페루, 우루과이                                  | 아니요                       | 아니요                      | Streaming              | 아니요             | 아니요             | 아니요  |
| 벨기에, 불가리아, 키프로스, 체코, 에스토니아, 핀란드, 헝가리, 아이슬란드, 아일랜드, 라트비아, 리히텐슈타인, 리투아니아, 룩셈부르크, 몰타, 네덜란드, 폴란드, 포르투갈, 슬로바키아, 스웨덴 | 아니요                       | 아니요                      | Streaming              | 아니요             | 아니요             | 아니요  |
| 인도 | 아니요                       | Streaming (Full catalog)    | 아니요                 | 아니요             | 아니요             | 아니요  |

## 지원되는 플랫폼
아마존 뮤직의 스트리밍 음악 카탈로그는 HTML DRM 확장 기능을 사용하는 Amazon.com 웹 플레이어 또는 macOS, iOS, 윈도우, 안드로이드, 파이어OS, 알렉사 장치, 일부 자동차 및 스마트 TV를 포함한 여러 플랫폼의 플레이어 앱에서 액세스할 수 있다.아마존의 구매 가능한 음악 카탈로그는 Amazon.com 웹 사이트에서 아티스트나 타이틀 이름을 검색하거나 플레이어 앱에 포함된 스토어를 통해 접근할 수 있다. 구입한 음악을 다운로드하기 위해 아마존은 아마존 뮤직 플레이어(윈도우 7 이상과 맥 OS X 10.9 이상에서 실행)나 아마존 웹 플레이어에서 다운로드한 MP3의 zip 파일을 제공한다.
아마존 뮤직은 이전에 블랙베리용과 팜용과 같은 추가 애플리케이션을 제공했다. 이것들은 더 이상 제공되지 않는다. 아마존은 또한 이전에 맥 OS X와 윈도우를 위한 별도의 앱을 제공했는데, 이것은 더 이상 사용할 수 없는 아마존 뮤직 다운로더이다. 다운로더는 순전히 구매한 트랙을 다운로드하기 위한 것이지 음악 재생 기능을 제공하지 않았다.
2018년 11월 아마존 뮤직은 안드로이드 TV에서 사용할 수 있을 것이라고 발표되었다.
2019년 8월, 아마존 뮤직은 선별된 가민 스마트워치에서 최초의 스마트워치 앱을 사용할 수 있게 되었다.

## 파트너십
2008년 2월 1일, 펩시는 아마존 MP3와 제휴하여 펩시 스터프 프로모션을 선보였다. 고객들은 40억 개의 펩시 병에 제공되는 포인트를 워너, EMI, 소니 BMG(유니버설은 아니지만)의 MP3 다운로드와 교환할 수 있다.
록스타 게임즈의 2008년 타이틀인 그랜드 테프트 오토 IV는 아마존 MP3에 연결된다.플레이어는 록스타 게임즈 소셜 클럽 웹사이트에 등록하여 게임 외부에서 아마존 MP3에서 마크된 노래를 구입할 수 있는 링크가 포함된 이메일을 받을 수 있다.
마이스페이스는 2008년 9월부터 마이스페이스 뮤직 기능의 일부로 아마존 MP3의 음악을 판매하고 있다.
2021년 6월 24일, 아마존은 주요 팟캐스트 호스팅 및 수익화 플랫폼인 아트19 인수를 발표했다.

## 반응
아마존 MP3에 대한 초기 반응은 대체로 긍정적이었다. 비공식적인 애플 웹로그는 특히 출시 당시 트랙 가격이 아이튠즈 플러스 곡보다 싸다는 점을 감안할 때 DRM의 부족함을 칭찬했지만, 리뷰어는 아마존 웹사이트보다 아이튠즈에서 사용자 경험이 더 낫다고 생각했다.  기가옴의 옴 말리크도 DRM의 부족과 높은 비트 전송률을 높이 평가했지만 앨범을 다운로드하기 위해 다른 애플리케이션을 설치해야 하는 것은 싫어했다. 전반적으로 검토자는 다음과 같이 말했다. 모든 사람이 iTunes에서 '구매' 버튼을 누르기 전에 아마존 상점을 둘러보는 것이 타당하다고 생각한다."라고 말이다.

## 워터마킹
와이어드 뉴스의 리스닝 포스트 블로그의 엘리엇 반 버스커크의 2007년 연구는 아마존 MP3가 개인 식별 가능한 정보로 트랙을 워터마킹하고 있는지 조사했다. 반 버스커크(Van Buskirk) 아마존 대변인은 "아마존은 워터마크를 적용하지 않는다. 파일은 일반적으로 레이블에서 제공되며 일부 레이블은 워터마크를 사용하여 트랙을 판매한 소매점을 식별한다. (고객을 식별하는 트랙에 대한 정보는 없다). 이 연구는 트랙이 아마존 MP3에서 구입되었음을 나타내기 위해 워터마크가 표시될 수 있지만, 어떤 특정 고객이 특정 MP3 파일을 구입했는지 나타내는 데이터는 없다고 결론지었다. 이 관측은 당시 아마존의 정책을 반영했다.
그러나 2011년까지 정책이 변경되어 특정 트랙에 고유 식별자를 포함한 "Record Company Required Metadata"가 포함되었다.
유니버셜 뮤직 그룹에서 구입한 각 MP3의 메타데이터에는 아마존이 귀하의 주문에 할당하는 임의의 번호, Amazon 상점 이름, 구매 날짜와 시간, 앨범과 노래를 식별하는 코드(UPC 및 ISRC), 아마존의 디지털 서명, 오디오 수정 여부를 확인하는 데 사용할 수 있는 식별자 등이 포함되어 있다. 또한 아마존은 Amazon.com 계정과 연결된 이메일 주소의 첫 번째 부분을 삽입한다.

평가판 멤버십의 임시 프로모션 기간 동안 다운로드된 음악은 멤버십을 계속하지 않을 경우 액세스가 차단된다.

## 아마존 뮤직 플레이어
아마존 뮤직 플레이어(구 클라우드 플레이어 브랜드)는 디지털 음악 프라임 및 언리미티드 스트리밍 서비스뿐만 아니라 (대부분의 플랫폼에서) 구입을 위한 음악 스토어와 통합된다. 플레이어는 사용자가 웹 브라우저, 모바일 앱, 데스크톱 애플리케이션, 소노스(미국만), 보스(미국만) 및 특정 스마트 TV와 같은 다른 플랫폼에서 음악을 저장하고 재생할 수 있도록 한다.
아마존 뮤직 플레이어 계정에는 250트랙의 무료 저장소가 있지만, 아마존 MP3 스토어를 통해 구입한 음악은 저장 제한에 포함되지 않는다. 음악이 안드로이드 뮤직에 저장되면 사용자는 Amazon Music 애플리케이션을 사용하여 안드로이드, iOS 또는 데스크톱 장치 중 하나에 음악을 다운로드하도록 선택할 수 있다.
음악은 PC와 Mac용 아마존 뮤직 플레이어를 통해 업로드되는데, 이전에 아마존은 어도비 AIR 애플리케이션인 아마존 MP3 업로더를 제공했다.
아마존 뮤직은 10개의 기기(컴퓨터, 브라우저, 모바일 등)를 허가할 수 있다. 고객은 웹 인터페이스를 통해 기존 장치의 인증을 취소할 수 있다.
원래 아마존 클라우드 드라이브에 번들된 것은 클라우드 플레이어라고 불리는 음악 스트리밍 애플리케이션이었는데, 이 애플리케이션은 사용자들이 인터넷 접속이 가능한 모든 컴퓨터나 안드로이드 기기에서 클라우드 드라이브에 저장된 음악을 재생할 수 있게 해주었다. 이것은 단종되었다.
아마존 뮤직 for PC는 2013년 5월 웹 브라우저 밖에서 음악을 재생하기 위한 다운로드 가능한 윈도우 애플리케이션으로 출시되었다. 아마존 뮤직의 OS X 버전은 2013년 10월에 출시되었다.
2015년 12월 8일, 아마존 뮤직 프라임은 Denon® Electronics HEOS에서 Denon 무선 사운드 시스템을 통해 사용할 수 있게 되었으며 음악 및 엔터테인먼트 매니아를 위한 새로운 스트리밍 콘센트를 추가했다.
2016년 10월 12일, 아마존 뮤직 언리미티드가 미국에서 발매되었다. 뮤직 언리미티드는 풀카탈로그 무제한 스트리밍 서비스로 월 또는 연간 구독으로 이용할 수 있다. 아마존 프라임 계정 없이 추가로 청구되며 이용할 수 있다. 이 서비스는 이후 2016년 11월 14일 영국, 독일, 오스트리아의 사용자로 확장되었다.

### 접수처
아마존이 음반사의 승인 없이 서비스를 시작했기 때문에 출시 당시 아마존 뮤직에 대한 많은 논평은 합법성에 초점을 맞췄다. 아마존의 공식 성명은 "클라우드 플레이어는 고객이 자신의 음악을 관리하고 재생할 수 있는 애플리케이션이다.기존 미디어 관리 응용 프로그램과 유사하며, 클라우드 플레이어 (Cloud Player)를 사용하기 위해 라이센스가 필요하지 않다. 기술 웹사이트 아르스 테크니카는 사용자들이 자신의 음악을 업로드하고 재생하기 때문에 이것이 "논리적으로 보인다"고 언급했다.Techdirt는 클라우드 플레이어가 "사람들이 이미 가지고 있는 음악 파일을 가져가고, 인터넷에서 저장하고 스트리밍할 수 있게 한다"고 평했다. 왜 사람들이 이미 가지고 있는 음악을 들을 수 있도록 하기 위해 추가 라이선스가 필요합니까?
음반사들은 클라우드 플레이어의 출시에 충격을 받아 이런 종류의 서비스를 위해서는 라이선스가 필요하다고 주장했다.
지적 재산권 변호사 데니스 하웰은 "클라우드 저장의 합법성과 이미 구매한 물품에 대한 원격 접근은 직관적으로 이해할 수 있다"고 말했으나, 음반사의 반응과 온라인 음악 서비스에 대한 법적 조치에 대한 기록을 고려할 때, "확정적이고 힘든 사법적 선언"이 필요할 것이라고 경고했다.

## 같이 보기
- 아마존 프라임
- 킨들 스토어
- 아마존 디지털 게임 스토어
- 아마존 앱스토어